# 南伊斯靈頓和芬斯貝利 (英國國會選區)

選區在大倫敦的位置

南伊斯靈頓和芬斯貝利（英語：IIslington South and Finsbury），英國國會一自治市選區，包括大倫敦中北部伊斯靈頓區南部的八個地方選區。
始設於1974年。本區一直支持工黨。2010年大選中的埃米莉·索恩貝利以42.3%選票成功連任。